# Weeksit
Weeksit ist ein selten vorkommendes Mineral aus der Mineralklasse der „Silikate und Germanate“ mit der chemischen Zusammensetzung K2(UO2)2(Si5O13)·4H2O an. und damit chemisch gesehen ein wasserhaltiges Kalium-Uranyl-Silikat mit zusätzlichen Hydroxidionen. Das Mineral enthält oft Spuren an Barium und Calcium. Eine mögliche Summenformel dafür ist K1.26Ba0.25Ca0.12[(UO2)2(Si5O13)]H2O.
Weeksit kristallisiert im orthorhombischen Kristallsystem und entwickelt weiche, nicht-fluoreszente lanzenartige Kristalle, aber hauptsächlich radialstrahlige Mineral-Aggregate von gelber Farbe. Die Oberflächen der durchscheinenden Kristalle zeigen wachsartigen bis seidenartigen Glanz.

## Etymologie und Geschichte
Weeksit wurde 1960 nach Alice Mary Weeks (1909–1988), benannt, die Mineralogin beim U.S. Geological Survey war und sich auf Uran- und Vanadium-Minerale spezialisiert hatte. Er wurde in der Thomas Range im Autunite No. 8 Claim, in Juab County, Utah, USA entdeckt.

## Klassifikation
In der veralteten 8. Auflage der Mineralsystematik nach Strunz gehörte der Weeksit zur Mineralklasse der „Silikate“ und dort zur Abteilung „Neso-Subsilikate“, wo er gemeinsam mit Haiweeit sowie im Anhang mit Calcioursilit, Soddyit und Ursilit in der „Weeksit-Gruppe (UO2 : SiO2 = 1 : 3)“ mit der Systemnummer VIII/A’.15 steht.
In der zuletzt 2018 überarbeiteten Lapis-Systematik nach Stefan Weiß, die formal auf der alten Systematik von Karl Hugo Strunz in der 8. Auflage basiert, erhielt das Mineral die System- und Mineralnummer VIII/H.37-010. Dies entspricht der Klasse der „Silikate“ und dort der Abteilung „Schichtsilikate“, wo Weeksit zusammen mit Coutinhoit, Haiweeit und Metahaiweeit eine unbenannte Gruppe mit der Systemnummer VIII/H.37 bildet.
Die von der International Mineralogical Association (IMA) zuletzt 2009 aktualisierte 9. Auflage der Strunz’schen Mineralsystematik ordnet den Weeksit in die Klasse der „Silikate und Germanate“ und dort in die Abteilung „Inselsilikate (Nesosilikate)“ ein. Hier ist das Mineral in der Unterabteilung „Uranyl-Insel- und Polysilikate“ zu finden, wo es zusammen mit Coutinhoit die „Weeksitgruppe“ mit der Systemnummer 9.AK.30 bildet.
In der vorwiegend im englischen Sprachraum gebräuchlichen Systematik der Minerale nach Dana hat Weeksit die System- und Mineralnummer 53.03.02.01. Das entspricht der Klasse der „Silikate“ und dort der Abteilung „Inselsilikate: SiO4-Gruppen und andere Anionen komplexer Kationen“. Hier findet er sich innerhalb der Unterabteilung „Inselsilikate: SiO4-Gruppen und andere Anionen komplexer Kationen mit (UO2)“ in der „Weeksitgruppe“, in der auch Haiweeit, Metahaiweeit und Coutinhoit eingeordnet sind.

## Kristallstruktur
In der Erstbeschreibung wird Weeksit als orthorhombisch und pseudotetragonal mit der Raumgruppe Raumgruppe Pnna (Raumgruppen-Nr. 52) und den Zellparametern a =  14,26(2) Å; b =  35,88(10) Å und c =  14,20(2) Å. Die Autoren geben als Summenformel K2(UO2)2(Si2O5)3 ·4H2O an.
Jackson und Burns haben die Struktur im Jahr 2001 erneut untersucht und beschreiben Weeksit als ein Mineral das orthorhombisch in der Raumgruppe Cmme (Raumgruppen-Nr. 67, Stellung 2) mit den Gitterparametern a = 14,209(2) Å; b = 14,248(2) Å und c = 35,869(4) Å sowie 4 Formeleinheiten pro Elementarzelle kristallisiert. Die Autoren beschreiben das untersuchte Mineral mit der Formel K1,26Ba0,25Ca0,12[(UO2)2(Si5O13)]H2O.
Im Jahre 2012 konnte eine erneute Untersuchung zeigen, dass die Untersuchung von 2001, die das Mineral als orthorhombisch beschreibt, ein Resultat von Zwillingsbildung ist, und das Mineral in der Raumgruppe C2/m (Raumgruppen-Nr. 12) mit den Zellparametern a =  14,1957(4) Å; b =  14,2291(5) Å, c =  9,6305(3) Å und β = 111,578(3)°, V = 1808,96(10) Å3 kristallisiert. Sie geben die ideelle Summenformel als K2(UO2)2(Si5O13)·4H2O an.

## Eigenschaften
Das Mineral ist durch seinen Urangehalt von über 52,8 % sehr stark radioaktiv. Unter Berücksichtigung der Mengenanteile der radioaktiven Elemente in der idealisierten Summenformel sowie der Folgezerfälle der natürlichen Zerfallsreihen wird für das Mineral eine spezifische Aktivität von etwa 86,96 kBq/g angegeben (zum Vergleich: natürliches Kalium 0,0312 kBq/g). Der zitierte Wert kann je nach Mineralgehalt und Zusammensetzung der Stufen deutlich abweichen, auch sind selektive An- oder Abreicherungen der radioaktiven Zerfallsprodukte möglich und ändern die Aktivität.

## Bildung und Fundorte
Weeksit findet sich als Sekundärmineral in der Oxidationszone von Uran-Lagerstätten. In seiner Typlokalität kommt es in opalhaltigen Adern in Rhyolith und Agglomeraten sowie in Sand- und Kalksteinen vor. Als Begleitminerale treten unter anderem Opal, Chalcedon, Calcit, Gips, Fluorit, Uraninit, Thorogummit, Uranophan, Boltwoodit, Carnotit und Margaritasit auf.
Es sind nur eine geringe Anzahl von Fundorten des Weeksits bekannt, zu ihnen gehören: Flinders Ranges, Australien, Fresach, Österreich, Minas Gerais und São Paulo, Brasilien, Quebrada San Miguel, Chile, Mariánské Lázně, Jáchymov und Nepomuk, Tschechische Republik, Menzenschwand und Dörrmorsbach, Deutschland, Ningyo-toge mine, Japan, Sierra Peña Blanca, Mexiko, Goanikontes, Namibia, Macusani Uranium Deposits (Quenamari Meseta), Peru, Crucea, Rumänien und in den Bundesstaaten Arizona, Kalifornien, Nevada, New Mexico, Pennsylvania, Texas, Utah und Wyoming in den USA.

## Vorsichtsmaßnahmen
Auf Grund der Radioaktivität des Minerals sollten Mineralproben vom Weeksit nur in staub- und strahlungsdichten Behältern, vor allem aber niemals in Wohn-, Schlaf- und Arbeitsräumen aufbewahrt werden. Ebenso sollte wegen der hohen Toxizität und Radioaktivität von Uranylverbindungen eine Aufnahme in den Körper (Inkorporation, Ingestion) auf jeden Fall verhindert und zur Sicherheit direkter Körperkontakt vermieden sowie beim Umgang mit dem Mineral Atemschutzmaske und Handschuhe getragen werden.